# Церква святого архистратига Михаїла (Мужиловичі)
Церква святого архистратига Михаїла — дерев'яний храм 1600 р. у с. Мужилóвичі, пам'ятка архітектури ( від 1991 р. в користуванні громади УГКЦ).

## Історія[1]
Найдавніші письмові відомості про православну церкву в Мужиловичах датуються 1578 р.. Сучасна дерев'яна будівля виставлена у 1599—1600 рр. за кошти громади. Освячення, правдоподібно, звершив православний єпископ Перемиський і Самбірський Михаїл (Копистенський).
На думку мистецтвознавців, церква є одним з найкращих творів дерев'яного будівництва, в якому український народ проявив свій художній талант, розуміння прекрасного і високу будівельну майстерність. Церква тризубна, двоверха. Побудована з добірного дерева: бруси товщиною до 47 см, розміри 18×6 м., висота — 15 м.
Складається з ширшої квадратної нави і вужчих вівтаря та бабинця. На квадраті двоверхої будівлі досконала мальовнича конструкція восьмигранного верху, що в к. XVI — на поч. XVII ст. ще не практикувалося так широко. Світловий восьмерик вкритий шоломовою банею з ліхтарем та маківкою. Подібно завершений вівтар. Бабинець накритий двосхилим дахом. Церква була покрита гонтою.
Деканальний візитатор у люстрації парафій Городоцького деканату у 1765 р. записав, що «церква пристойна».
Реставрація проводилась у 1853 р. тоді, ймовірно, була розібрана емпора над бабинцем. Дерев'яна захристия добудована у 1857 р. Внутрішня реставрація проходила в 1861—1862 рр.. Тоді церкву був розмальовано, головний престол — позолочено. Ці роботи виконав Захарський. Гонтове перекриття замінене бляхою в ході ремонтних робіт у 1930 р.
В інтер'єрі церкви збереглися залишки старовинного майстерно різьбленого іконостасу, а також дві запрестольні ікони XVIII ст.: Собор Архистратига Михаїла і Розп'яття Ісуса Христа.
На початку нового тисячоліття розібрана дерев'яна захристия. На її місці побудована, більших розмірів, нова мурована, а до бабинця прибудований засклений ґанок, накриття якого суміщене з широким піддашшям, що опоясує церкву. Стіни підопасання з відкритого зрубу, надопасання під час останнього зовнішнього ремонту в
2013 р. оббили дерев'яною вагонкою. Тоді ж перекрито дах новою бляхою.
Біля церкви в західному напрямку розташована трьохярусна дзвіниця з XVII ст., вкрита наметовим пірамідальним дахом. Її розміри 4, 2 м×4,2 м, висота — 12 м.
Від початку (1600 р.) до 1691 року церква належала православній громаді, у 1691—1946 рр. греко-католицькій, з 1946 по 1991 рр. — знову православній. У 1991 році церкву передали у користування Мужиловицькій громаді УГКЦ.

## Галерея

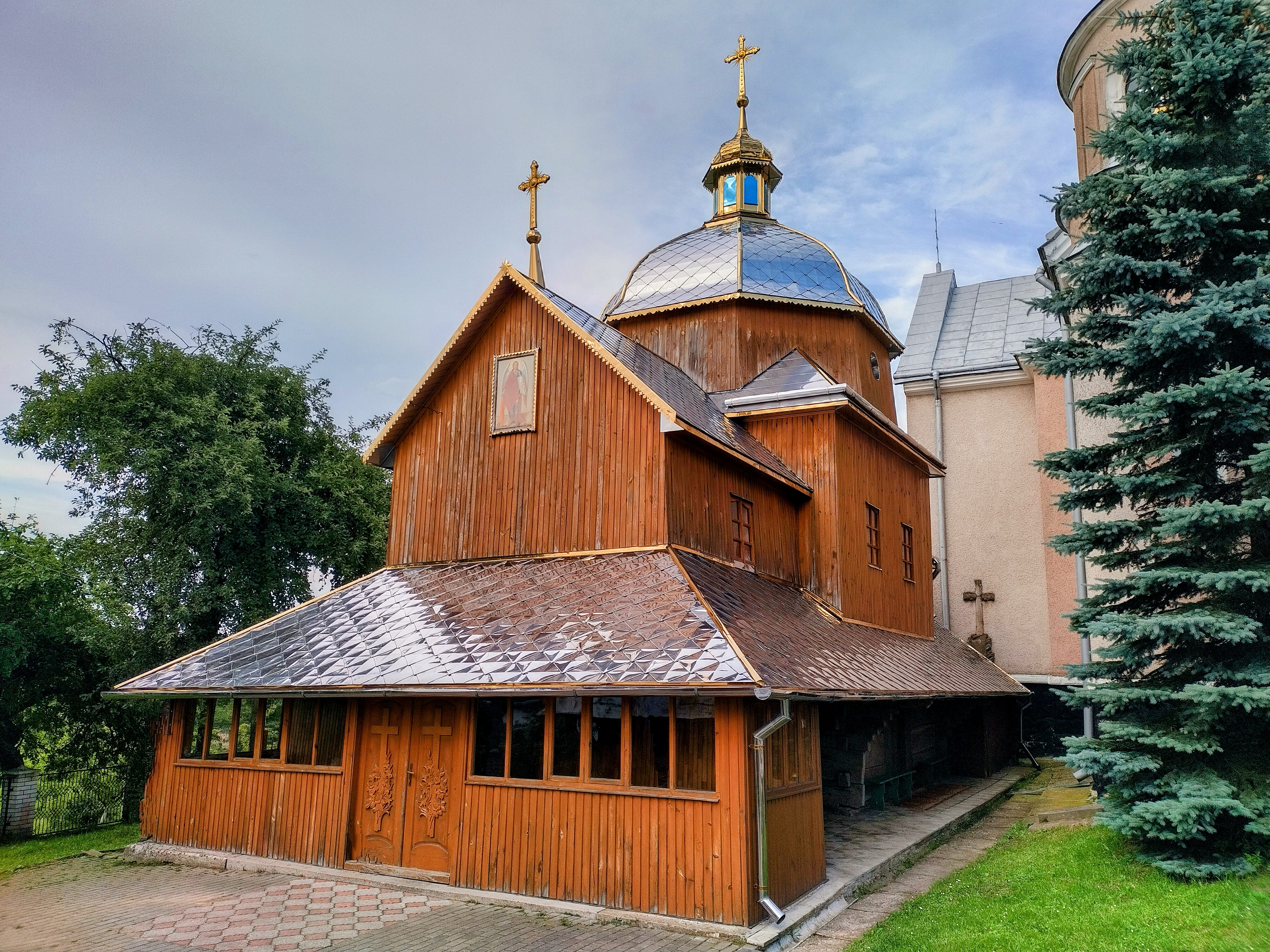
Загальний вигляд церкви (2023)
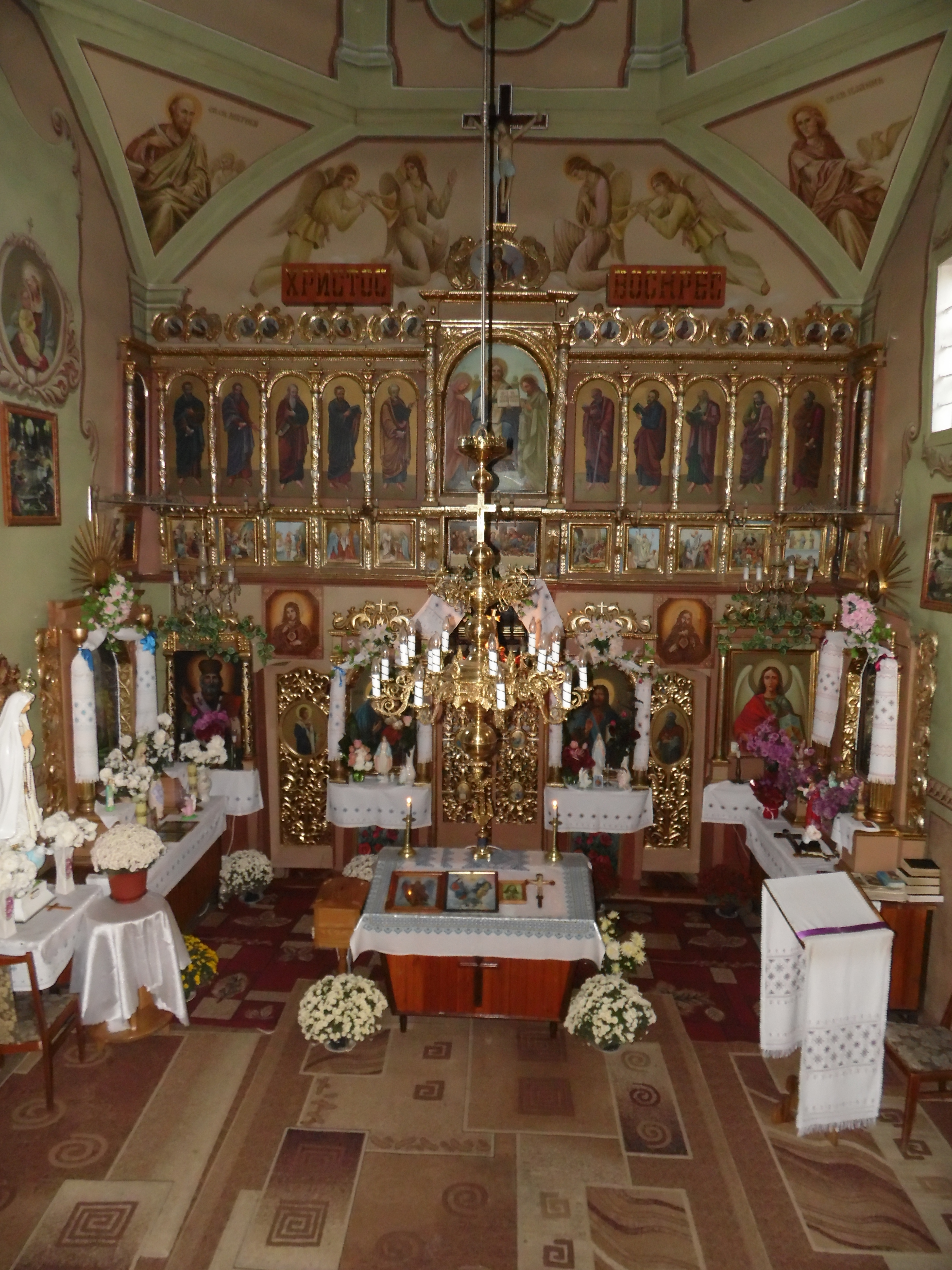
Інтер'єр головний іконостас і вівтар
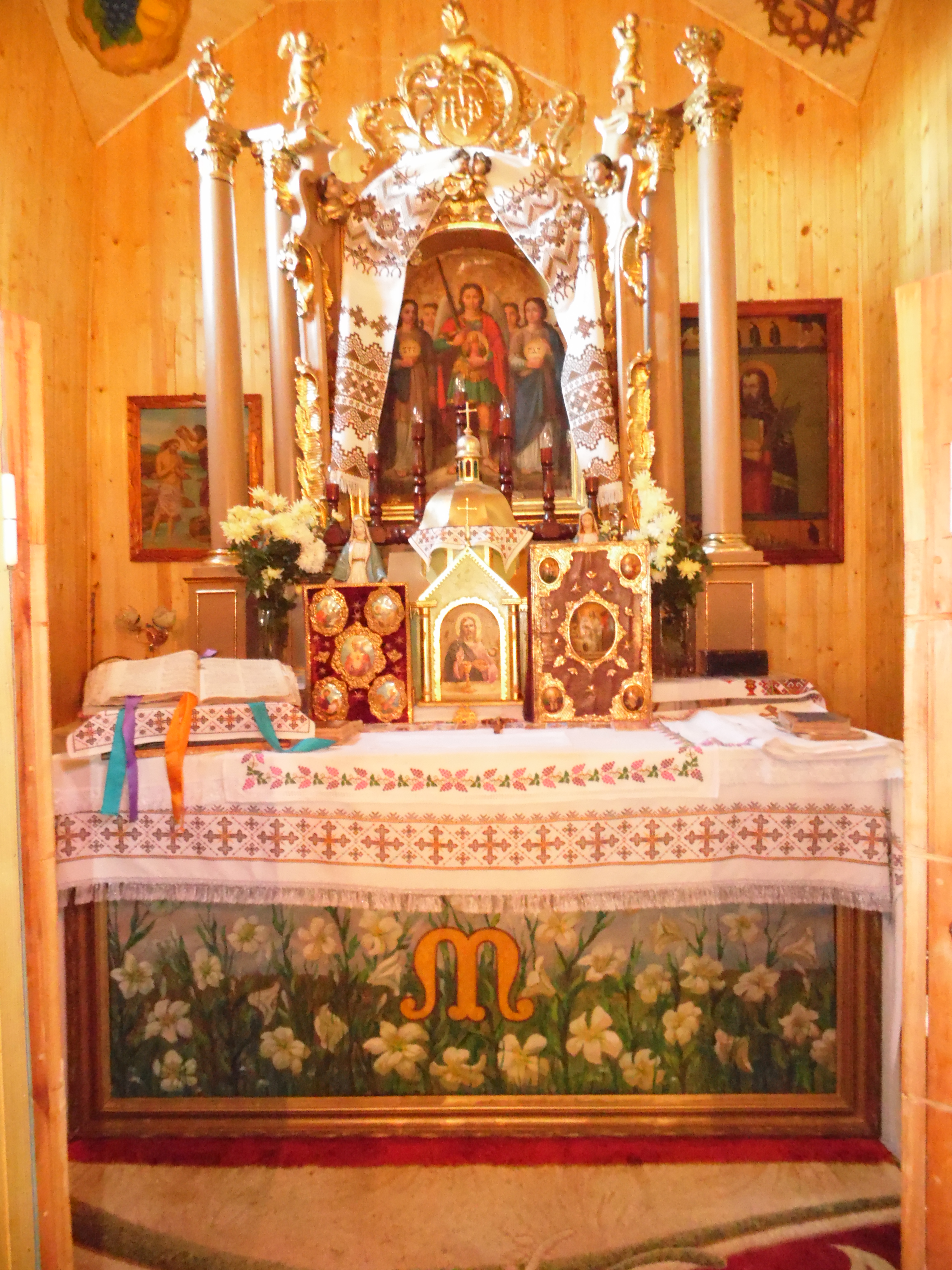
Престол церкви